# San Roque de Riomiera
San Roque de Riomiera är en kommun i Spanien. Den ligger i den autonoma regionen Kantabrien i norra delen av landet, 300 km norr om huvudstaden Madrid. Antalet invånare är 342 (2024).